# The Martyrdom of St.Magnus

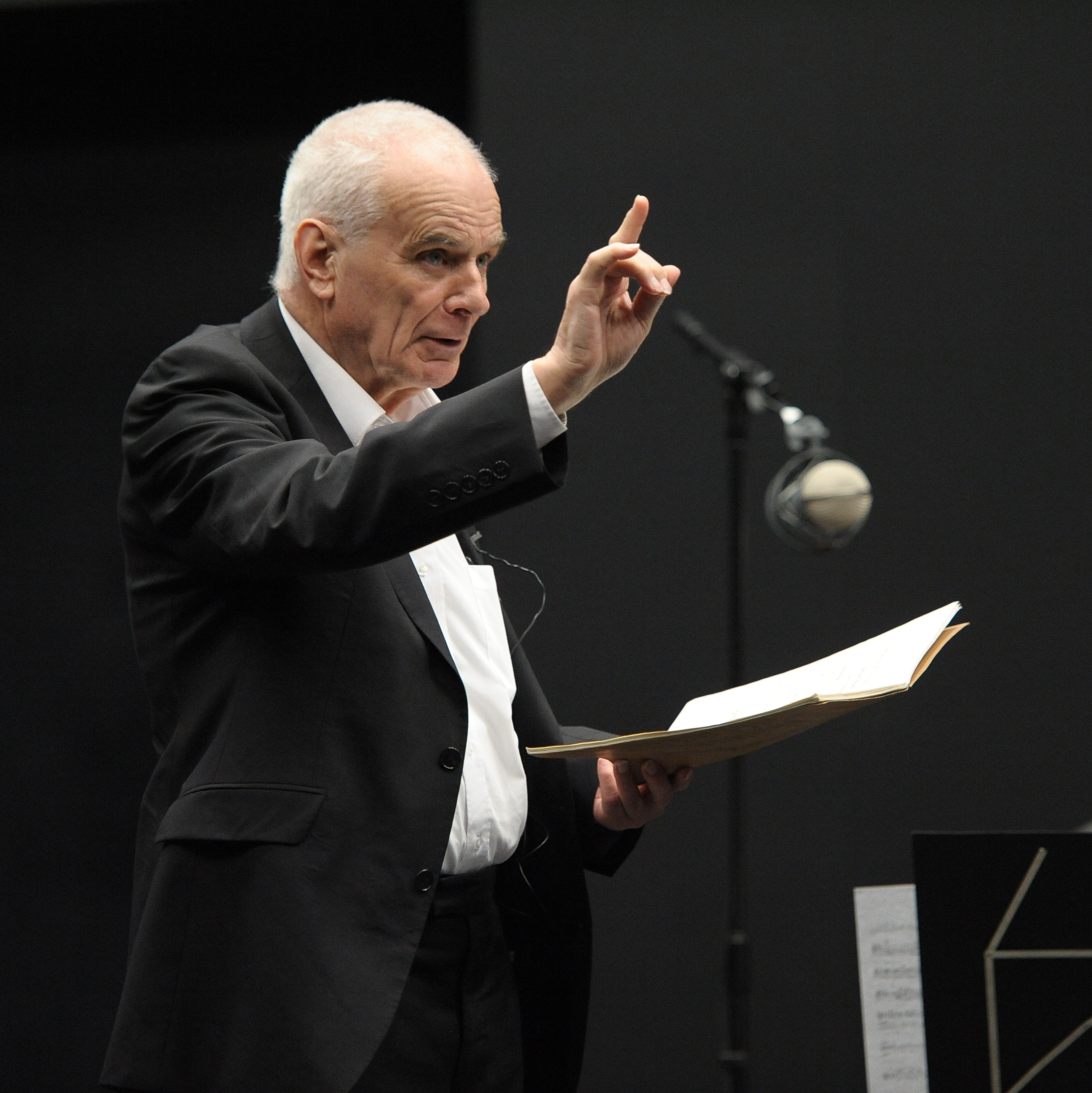
Peter Maxwell Davies

The Martyrdom of St.Magnus est un opéra de chambre en un acte et neuf scènes de Peter Maxwell Davies sur un livret du compositeur d'après le roman Magnus de George Mackay Brown. Il est créé le 18 juin 1977 à la cathédrale St. Magnus à Kirkwall (Orcades).

## Distribution
- Comte Magnus/Prisonnier   ténor 	Neil Mackie
- Messager nordique/Litolf/Gardien du métier à tisser baryton 	Brian Rayner Cook
- Messager gallois/Tentateur  baryton   Michael Rippon
- Comte Hakon/Officier 	basse  Jan Comboy
- Mary l'Aveugle mezzo-soprano Mary Thomas

## Argument
L'histoire de Magnus Erlendsson comte des Orcades qui devient un Martyr et un Saint chrétien
1. The battle of Menai Straight
2. The Tempations of Magnus (les tentations de Magnus)
3. The curse of Blind Mary (la malédiction de Mary)
4. The Peace parley  (la conférence de la paix)
5. Magnus's journey to the isle of Egilsey (le voyage de Magnus sur l'ile d'Egilsey)
6. Earl Hakon plots to murder Magnus (le comte Akon complote le meurtre de Magnus)
7. The Reporters (les rapporteurs)
8. The Sacrifice (le sacrifice)
9. The Miracle (le miracle)